# Notmünzen mit dem Brustbild von Annette v. Droste-Hülshoff

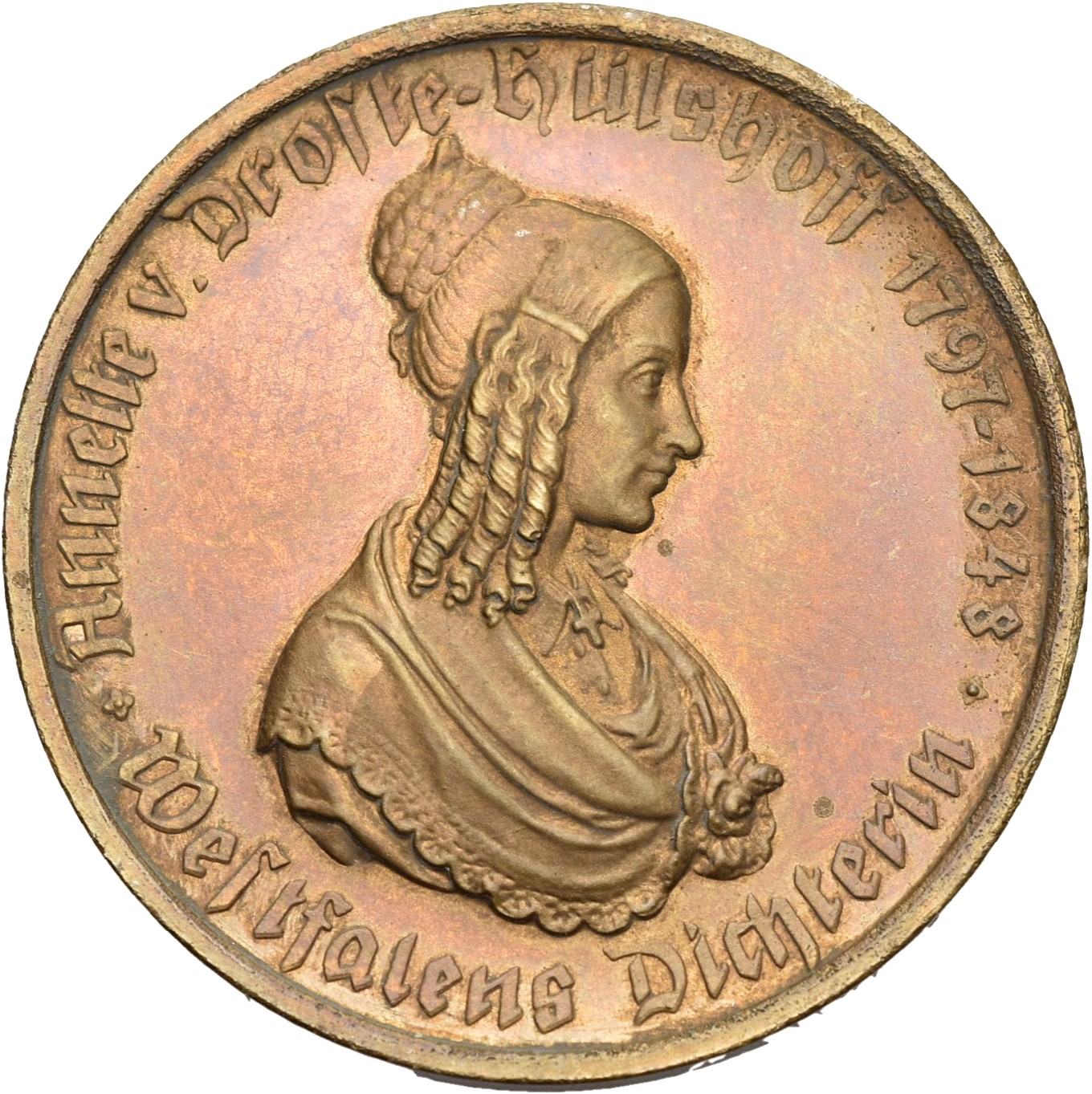
500 Mark der Provinz Westfalen, Notmünze von 1923 mit dem Brustbild von Annette v. Droste-Hülshoff, Vorderseite.

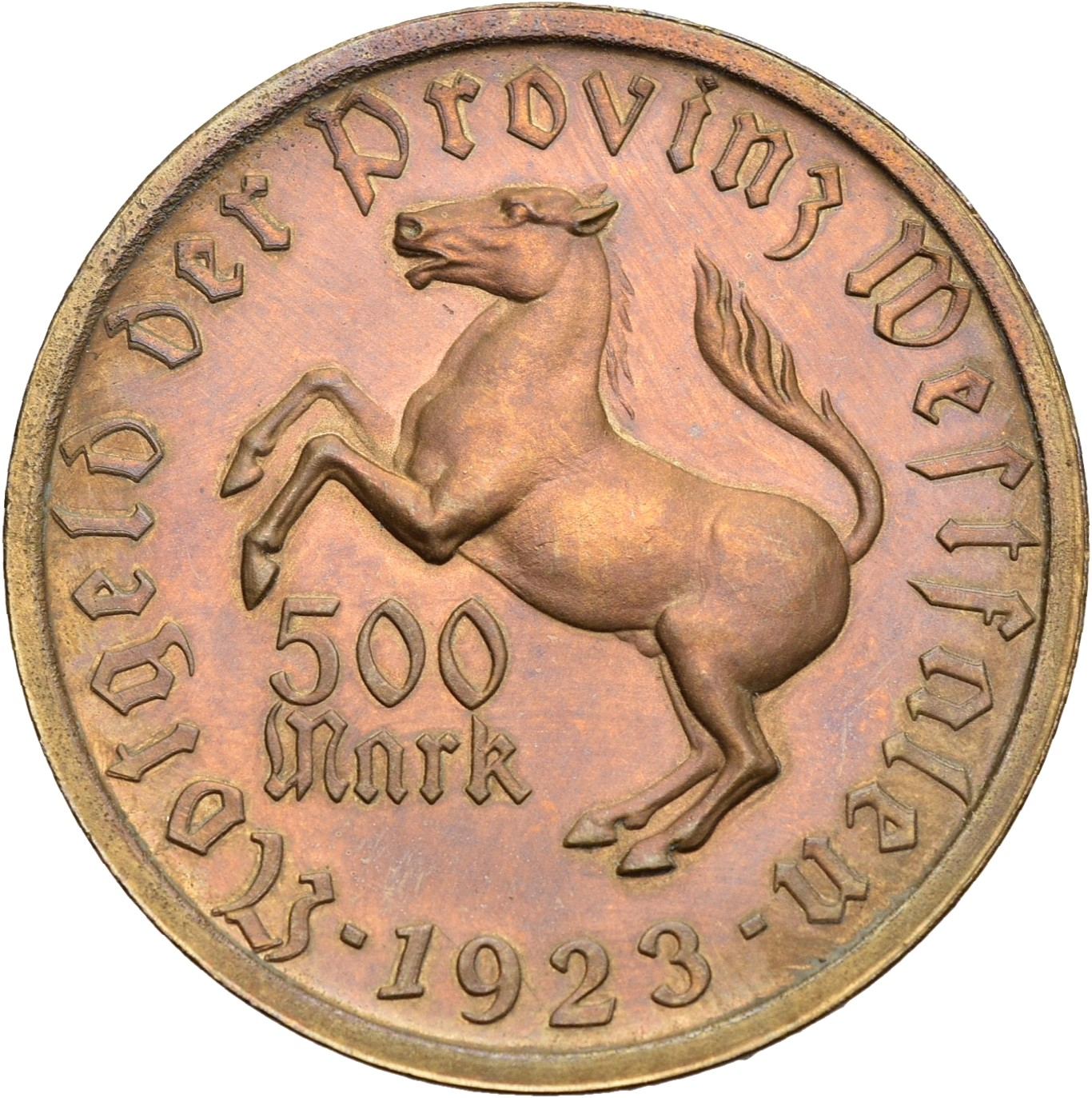
Rückseite mit dem springenden Sachsenross

Die Notmünzen mit dem Brustbild von Annette v. Droste-Hülshoff sind staatliche Notmünzen der Landesbank der preußischen Provinz Westfalen aus der Inflationszeit.

## Nominale
Die Notmünzen mit dem Brustbild von Annette von Droste-Hülshoff (* 1797; † 1846) wurde 1923 geprägt. Das sind:
- 50 Mark aus Aluminium, Durchmesser 28 mm, Gewicht 1,8 g, Auflage 92.587 Stück
- 100 Mark aus Aluminium, Durchmesser 38 mm, Gewicht 5,2 g, Auflage 95.149 Stück
- 100 Mark aus Bronze, Durchmesser 26 mm, Gewicht 11 g, Auflage 94.778 Stück; es existieren Abschläge in Silber
- 500 Mark aus Bronze, Durchmesser 38 mm, Gewicht 19 g, Auflage 65.117 Stück

Die Nominale der Notmünzen der Provinz Westfalen mit dem Brustbild von Anette von Droste-Hülshoff haben die gleichen Vorder- und Rückseitenbilder, sowie die gleichen Legenden. Obwohl sie mit Wertangaben geprägt worden sind, waren es keine wirklichen Zahlungsmittel. Die Gepräge wurden nicht als Notgeld verwendet. Sie haben „Medaillencharakter“.
Darüber hinaus gibt es eine Zwittermedaille ohne Jahreszahl mit dem Brustbild von Annette von Droste-Hülshoff und auf der Gegenseite mit dem Kopf des Freiherrn Heinrich Friedrich Karl vom und zum Stein aus Neusilber, versilbert, mit einem Durchmesser von 44 mm. Die Auflagenhöhe beträgt 9.984 Stück.

### Münzbeschreibung des 500-Mark-Stücks
Die abgebildete Notmünze hat die bereits vorher genannten Daten: Nennwert 500 Mark, Werkstoff Bronze, Durchmesser 38,3 mm und Gewicht 18,40 g. Die Legende der Vorder- und Rückseite ist in der Schriftart Fraktur vorhanden. Die Münzstätte ist Menden, Region Westfalen. Der Entwurf stammt von Rudolf Bosselt, dem Direktor der Kunstgewerbeschule Magdeburg. Der Hersteller ist die Firma Heinrich Kissing in Menden.

#### Vorderseite
Die Vorderseite zeigt das Brustbild von Annette von Droste-Hülshoff nach rechts.
- Umschrift: Anette v. Droste Hülshoff 1797-1848 + Westfalens Dichterin +

#### Rückseite
Die Rückseite zeigt das springende Westfalenross oder Sachsenross nach links. Im Feld befindet sich die Wertangabe 500 / Mark.
- Umschrift: Notgeld der Provinz Westfalen - 1923 -

## Geschichtliche und Münzgeschichte
Das Notgeld der Provinz Westfalen ist seit langem den staatlichen Notgeldsammlungen eigegliedert und ein beliebtes Sammelgebiet, das sich von den Städtenotgeldmünzen äußerlich deutlich unterscheidet. Nach Peter Menzel wurden die frühen Gepräge der Provinz von 1921 und 1922 als Notgeld verwendet. Sie verloren jedoch bereits am 1. Februar 1922 ihre Gültigkeit. Die meisten Notmünzen der Provinz Westfalen haben auf der Vorderseite das Kopfbild des Freiherrn Heinrich Friedrich Karl vom und zum Stein. Nur bei wenigen Ausgaben von 1923 wurde das Brustbild von Annette von Droste-Hülshoff verwendet. Der Reinertrag sollte für soziale Zwecke verwendet werden.
Am 16. Oktober 1923 wurde der Beschluss über die Errichtung der Deutschen Rentenbank zur Beendigung der Inflation verkündet. Am 15. November des gleichen Jahres, wurde eine neue Währungsordnung eingeführt und die Inflation beendet. Die Rentenbank wurde mit 2,3 Milliarden Rentenmark gegründet. Die Deckung beruhte auf Schulden der Landwirtschaft und Industrie am Reich.